# Tserovo (Sofia)
Tserovo of Cerovo (Bulgaars: Церово) is een dorp in het westen van Bulgarije. Het dorp is gelegen in de gemeente Svoge in de oblast Sofia. Het dorp ligt hemelsbreed ongeveer 34 km ten noorden van de hoofdstad Sofia.

## Bevolking
Op 31 december 2020 telde het dorp Tserovo 1.354 inwoners. Het aantal inwoners vertoont al vele jaren een dalende trend: in 1985 had het nog 2.093 inwoners.
| Bevolkingsontwikkeling tussen 1934 en 2020          |
| --------------------------------------------------- |
|                                                     |
| Bron: Nationaal Statistisch Instituut van Bulgarije |

Het dorp wordt nagenoeg uitsluitend bewoond door etnische Bulgaren. In 2011 identificeerden 1.577 van de 1.578 respondenten zichzelf als etnische Bulgaren (99,9%). 
| Etnische samenstelling van de respondenten (2011) | Etnische samenstelling van de respondenten (2011) | Etnische samenstelling van de respondenten (2011) | Etnische samenstelling van de respondenten (2011) | Etnische samenstelling van de respondenten (2011) |
| ------------------------------------------------- | ------------------------------------------------- | ------------------------------------------------- | ------------------------------------------------- | ------------------------------------------------- |
|                                                   |                                                   |                                                   |                                                   |                                                   |
| Bulgaren                                          | Bulgaren                                          |                                                   | 99,9%                                             | 99,9%                                             |
| Turken                                            | Turken                                            |                                                   | 0,0%                                              | 0,0%                                              |
| Roma                                              | Roma                                              |                                                   | 0,0%                                              | 0,0%                                              |
| Anders/Onbekend                                   | Anders/Onbekend                                   |                                                   | 0,1%                                              | 0,1%                                              |